# Сенак, Дидье
Дидье Сенак (фр. Didier Sénac; род. 2 октября 1958, Сен-Дени) — французский футболист, защитник. Чемпион летних Олимпийских игр (1984).

## Карьера

### Клубная карьера
Во взрослом футболе дебютировал в 1977 году в клубе «Ланс», за который выступал на протяжении первых десяти сезонов, приняв участие в 297 матчах.
В 1987 году перешёл в другой французский клуб «Бордо», в составе которого провёл следующие восемь сезонов. В 1995 году вместе с командой одержал победу в финале Кубка Интертото. В том же году на один сезон присоединился к команде клуба «Тулуза», после чего перешёл в «Кретей». Завершил карьеру футболиста в 1998 году в возрасте 30 лет.

### Карьера в сборной
В 1984 году дебютировал в официальных матчах в составе сборной Франции по футболу. В том же году входил в состав национальной команды, который представлял страну на футбольном турнире летних Олимпийских игр в Лос-Анджелесе, где французам удалось завоевать золотые медали.
Всего в составе сборной принял участие в двух матчах, не отметившись забитыми мячами.

### Тренерская карьера
В 2001 году непродолжительное время возглавлял тренерский штаб своего бывшего клуба «Ланс».

## Достижения
«Бордо»
- Обладатель Кубка Интертото: 1995